# Jesús Orozco
Jesús Gilberto Orozco Chiquete (Zapopan, 19 febbraio 2002) è un calciatore messicano, difensore del Cruz Azul.

## Carriera
Cresciuto nel settore giovanile del Guadalajara, debutta in prima squadra il 31 luglio 2021 in occasione dell'incontro di Liga MX vinto per 0-2 contro il Puebla. Realizza la sua prima rete con la squadra e contestualmente in campionato il 28 agosto 2022, nell'incontro vinto per 3-1 ai danni del Pumas UNAM.

## Statistiche

### Presenze e reti nei club
Statistiche aggiornate all'11 dicembre 2022.
| Stagione           | Squadra            | Campionato         | Campionato | Campionato | Coppe nazionali | Coppe nazionali | Coppe nazionali | Coppe continentali | Coppe continentali | Coppe continentali | Altre coppe | Altre coppe | Altre coppe | Totale | Totale |
| Stagione           | Squadra            | Comp               | Pres       | Reti       | Comp            | Pres            | Reti            | Comp               | Pres               | Reti               | Comp        | Pres        | Reti        | Pres   | Reti   |
| ------------------ | ------------------ | ------------------ | ---------- | ---------- | --------------- | --------------- | --------------- | ------------------ | ------------------ | ------------------ | ----------- | ----------- | ----------- | ------ | ------ |
| 2021-2022          | Guadalajara        | LM                 | 9          | 0          |                 | -               | -               |                    | -                  | -                  |             | -           | -           | 9      | 0      |
| 2022-2023          | Guadalajara        | LM                 | 17         | 1          |                 | -               | -               |                    | -                  | -                  |             | -           | -           | 17     | 1      |
| Totale Guadalajara | Totale Guadalajara | Totale Guadalajara | 26         | 1          |                 | -               | -               |                    | -                  | -                  |             | -           | -           | 26     | 1      |
| Totale carriera    | Totale carriera    | Totale carriera    | 26         | 1          |                 | -               | -               |                    | -                  | -                  |             | -           | -           | 26     | 1      |

## Palmarès

### Nazionale
- Gold Cup: 1

2025